# Коралли, Жан
Жан Кора́лли Перачи́ни (фр. Jean Coralli Peracini; 15 января 1779, Париж, — 1 мая 1854, там же) — французский танцовщик, балетмейстер и либреттист итальянского происхождения.

## Жизнь и творчество
Жан Коралли изучал искусство танца в балетной школе при парижской Опере и на её сцене состоялся его дебют в 1802 году. Как танцовщик и хореограф работал на театральных сценах Вены, Милана, Марселя и Лиссабона. С 1825 года он — балетмейстер парижского театра «Порт-Сен-Мартен», в 1831-1848 — парижской Оперы.
Как хореограф Жан Коралли работал вместе с такими знаменитыми танцовщицами, как Фанни Эльслер и Карлотта Гризи. Гризи же исполнила главную роль на премьере балета Адольфа Адана «Жизель», хореографом которого (совместно с Жюлем Перро) и соавтором либретто был Жан Коралли. Коралли также руководил постановкой балетов «Буря» (La Tempête, 1834), «Хромой бес» (Le Diable Boiteux, 1836), «Тарантул» (La  Tarentule, 1839), «Пери» (La  Péri, 1843) и других.
В 1831—1850 годах руководил балетной школой Парижской оперы.
Сын Жана Коралли, Эжен Коралли, также был известным танцовщиком и артистом.

## Репертуар
- 1806: Paul et Rosette
- 1806: Amphion
- 1807: Les Incas
- 1807: Hélène et Pâris
- 1815: La Dansomanie
- 1816: Les Noces de Zéphire et Flore
- 1825: La Statue de Vénus
- 1825: Les Ruses espagnoles
- 1826: Monsieur de Pourceaugnac
- 1826: Gulliver
- 1826: La Visite à Bedlam
- 1827: Le Mariage de raison
- 1827: La Neige
- 1828: Les Hussards et les jeunes filles
- 1828: Léocadie
- 1829: Les Artistes
- 1830: La Somnambule
- 1830: Le Mariage de raison
- 1831: L'Orgie
- 1834: La Tempête ou l'Île des génies
- 1836: Le Diable boiteux
- 1837: La Chatte métamorphosée en femme
- 1839: La Tarentule
- 1841: Giselle
- 1843: La Péri
- 1844: Eucharis
- 1847: Ozaï
- 12 ноября 1866 — хан*, «Ручей[англ.]» Артура Сен-Леона (Джемиль — Луи Мерант, Наила — Гульельмина Сальвиони, Нуредда — Эжени Фиокр[англ.]).

(*) — первый исполнитель партии

## Постановки
Театр Ле Пелетье, Париж
- 16 октября 1837 — «Кошка, превращённая в женщину» на музыку Александра де Монфора[англ.] по либретто Шарля Дюверье (Принцесса — Фанни Эльслер, Студент — Жозеф Мазилье).
- 24 июня 1839 — «Тарантул» на музыку Казимира Жида по либретто Эжена Скриба (Лауретта — Фанни Эльслер, Луиджи — Жозеф Мазилье).